# Barcode (Band)
Barcode war eine dänische Hardcore-Band aus Aarhus. Sie war die Band von Gitarrist Jacob Bredahl, der von 1997 bis 2007 auch der Sänger von Hatesphere war.

## Geschichte
Die Band wurde 1995 in Dänemark gegründet und veröffentlichte ein Jahr später ihr erstes Demo. Das Debütalbum Hard Jet Super Flash erschien 1997 und im Anschluss an die Aufnahmen zum Zweitwerk Beerserk ging Barcode mit Madball auf Europatournee.
Während die Band auf den ersten beiden Alben „zumindest amtlichen Old School-Hardcore der erdigen Sorte“ spielte, attestierte das Ox-Fanzine dem dritten, schlicht Hardcore betitelten Werk eine „enorme Güteklasse“, die Pro-Pain mit einem „ähnlich fetten Biest […] nie mehr hinbekommen“ würden.
Anschließend erfolgte der Wechsel zu Nuclear Blast, wo das vierte Album Showdown veröffentlicht wurde.
Das bislang letzte Album Ahead of the Game erschien im Dezember 2006 bei dem italienischen Label Scarlet Records. Die Produktion übernahm Tue Madsen, als Gastsänger war Lou Koller von Sick of It All auf einem Stück zu hören.

## Stil
Die Musik auf dem 1999 erschienenen Zweitwerk wurde vom Ox-Fanzine als „New York Hardcore mit einem kräftigen Schuß Streetpunk und englischem Oi! und ein kleines bißchen Metal“ bezeichnet. Auf dem fünften und bislang letzten Album führte New-Core.de Sick of It All, Terror, Ryker’s, Strife oder Hatebreed als Referenz an, deren „besten Momente“ verbunden und mit einer „gewissen eigenen Note verknüpft“ wurden. Weniger euphorisch zeigte sich der Rezensent von Metal.de, der ein „solides Hardcore Album mit rockigem Unterton und gutem Shouter“ erkannte.

## Diskografie
- 1996: Demo (Demo)
- 1997: Hard Jet Super Flash (Album, Diehard Music Worldwide, RRS)
- 1999: Beerserk (Album, Hardboiled)
- 2002: Hardcore (Album, Hardboiled)
- 2002: Ciaff Vs Barcode  (Split-EP mit Ciaff, Nocturnal Music)
- 2005: Showdown (Single, Nuclear Blast)
- 2005: Showdown (Album, Nuclear Blast)
- 2006: Ahead of the Game (Album, Scarlet)